# 文斯·博里拉
文森特·约瑟夫·博里拉（英語：Vincent Joseph Boryla，1927年3月1日—2016年3月27日），美国NBA联盟职业篮球运动员。他曾代表国家队在1948年夏季奥林匹克运动会上获得男子篮球项目金牌。